# Zeller See (Untersee)
Le Zeller See est la partie nord-ouest de l'Untersee (partie inférieure du lac de Constance). 
Il est délimité par la presqu'île de Mettnau au nord, la presqu'île de Höri au sud et l'île de Reichenau à l'est. À l'ouest, entre Radolfzell et Moos, le Zeller See reçoit les eaux du Radolfzeller Aach, dont l'embouchure est située dans une zone humide protégée par une réserve naturelle, le Radolfzeller Aach Ried.

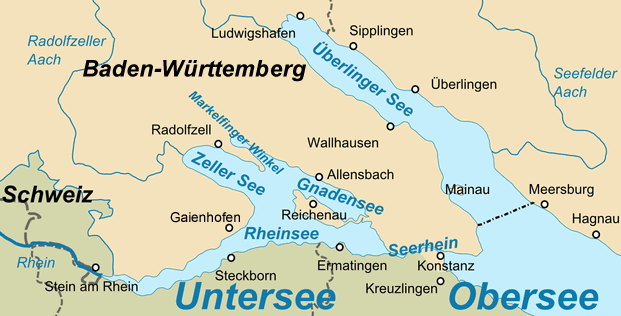
Localisation du Zeller See.